# Richard Tröger
Otto Richard Tröger (* 29. Mai 1838 in Johanngeorgenstadt; † 6. Januar 1917 in Schneeberg (Erzgebirge)) war ein deutscher Bergverwalter, Betriebsdirektor und Montanpraktiker. Nach ihm wurde das Mineral Trögerit benannt.

## Leben und Wirken

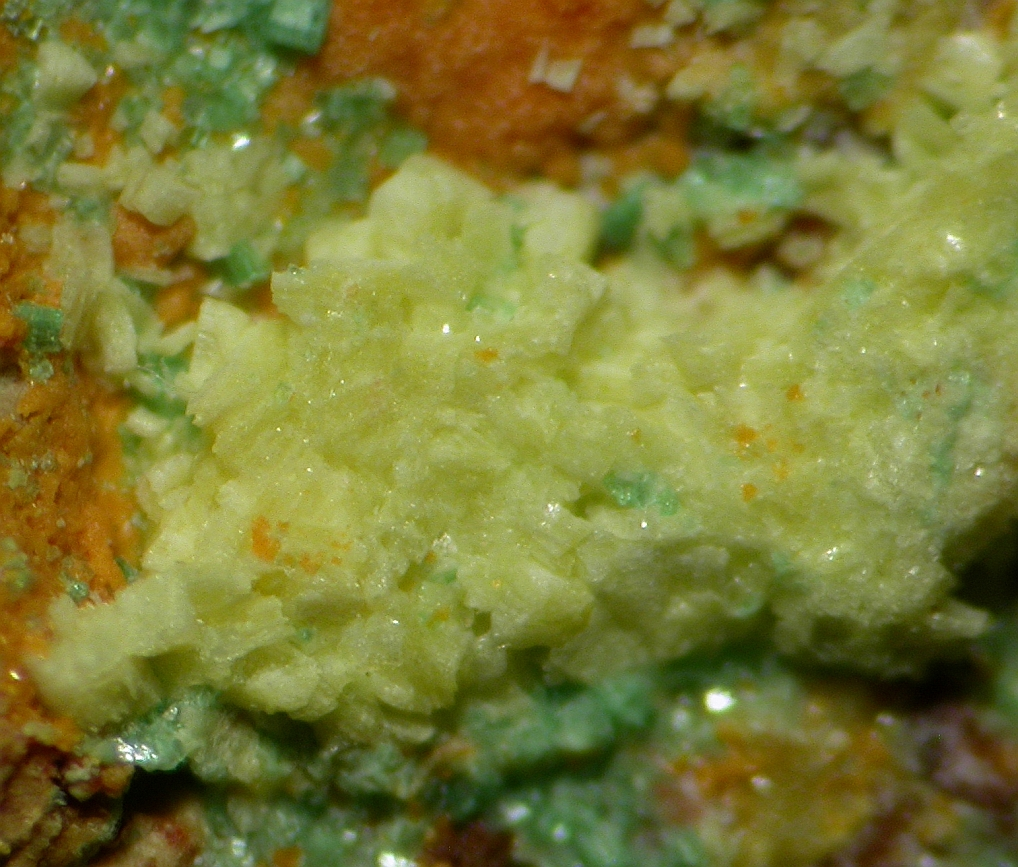
Nach Richard Tröger benannt: Trögerit

Er war der Sohn des Berggeschworenen William Tröger und kam bereits frühzeitig dies- und jenseits der sächsisch-böhmischen Grenze im Erzgebirge mit den Berg- und Hüttenunternehmungen seiner Eltern in Kontakt. Daher reifte schnell sein Wunsch, ebenfalls im Montanbereich tätig zu werden. Wie sein Vater besuchte er die Bergakademie Freiberg. Danach war er ab 1862 als Bergverwalter zunächst in der Bergstadt Neustädtel bei Schneeberg und dann in Schneeberg (Erzgebirge) tätig, wo er als Oberbergrat und Betriebsdirektor die Gesamtleitung des dortigen Bergbaus übernahm. Als 1871 der spektakuläre Mineralienfund in der Grube Weißer Hirsch in Neustädtel gelang, ließ er diesen an der Freiberger Bergakademie untersuchen. Damals wurden fünf neue Mineralien entdeckt, darunter das von Albin Weisbach ihm zu Ehren „Trögerit“ benannte Mineral.

## Ehrungen
- Ritter 1. Klasse des Königlich Sächsischen Albrechtsordens